# Rio do Peixe (vattendrag i Brasilien, Minas Gerais, lat -19,45, long -45,00)
Rio do Peixe är ett vattendrag i Brasilien.   Det ligger i delstaten Minas Gerais, i den sydöstra delen av landet, 500 km sydost om huvudstaden Brasília.
Omgivningen kring Rio do Peixe är huvudsakligen savann. Området är glesbefolkat, med 19 invånare per kvadratkilometer.